# Spodnja Dobrava (Moravče)
Spodnja Dobrava is een plaats in Slovenië en maakt deel uit van de gemeente Moravče in de NUTS-3-regio Osrednjeslovenska. De plaats telde 42 inwoners op 1 januari 2020.